# Championnat d'Iran de football 1997-1998
Navigation
Saison précédente Saison suivante
La saison 1997-1998 du Championnat d'Iran de football est la seizième édition du championnat national de première division iranienne. Les seize meilleurs clubs du pays prennent part au championnat organisé par la fédération. Les équipes sont regroupées au sein d'une poule unique, où elles rencontrent leurs adversaires deux fois, à domicile et à l'extérieur. À l'issue du championnat, les quatre derniers du classement sont relégués et remplacés par les quatre meilleures équipes de deuxième division.
C'est le club d'Esteghlal Teheran qui remporte la compétition après avoir terminé en tête du classement final, avec six points d'avance sur le Paas Teheran et treize sur le Zob Ahan FC. C'est le 4e titre de champion d'Iran de l'histoire du club.
Le double tenant du titre, le Persepolis FC n'a pas pris part à la compétition cette saison, pour se consacrer à leur participation en compétition continentale (la Coupe d'Asie des clubs champions).

## Les clubs participants
| - Esteghlal Teheran - Persepolis FC - Forfait - Zob Ahan FC - Saipa Karaj - Promu de D2 - Paas Teheran - Bargh Chiraz - Payam Mashhad FC - Saipa Karaj | - Fajr Sepasi - Promu de D2 - Esteghlal Ahvaz - Polyacryl Esfahan FC - Sepahan Ispahan - Shahrdari Tabriz - Promu de D2 - Teraktor Sazi - Sanat Naft - Foolad Ahvaz - Promu de D2 |

## Compétition

### Classement
Le classement est établi sur le barème de points classique (victoire à 3 points, match nul à 1, défaite à 0).
| Rang | Équipe                     | Pts | J  | G  | N  | P  | Bp | Bc | Diff |
| ---- | -------------------------- | --- | -- | -- | -- | -- | -- | -- | ---- |
| 1    | Esteghlal Teheran          | 58  | 28 | 16 | 10 | 2  | 46 | 21 | +25  |
| 2    | Paas Teheran C             | 52  | 28 | 13 | 13 | 2  | 32 | 20 | +12  |
| 3    | Zob Ahan FC                | 45  | 28 | 11 | 12 | 5  | 31 | 30 | +1   |
| 4    | Fajr Sepasi P              | 40  | 28 | 10 | 10 | 8  | 37 | 27 | +10  |
| 5    | Shahrdari Tabriz P         | 39  | 28 | 10 | 9  | 9  | 37 | 29 | +8   |
| 6    | Sepahan Ispahan            | 37  | 28 | 9  | 10 | 9  | 24 | 25 | -1   |
| 7    | Saipa Karaj P              | 35  | 28 | 7  | 14 | 7  | 26 | 26 | 0    |
| 8    | Polyacryl Esfahan FC       | 35  | 28 | 8  | 11 | 9  | 28 | 29 | -1   |
| 9    | Teraktor Sazi              | 35  | 28 | 9  | 8  | 11 | 32 | 38 | -6   |
| 10   | Foolad Ahvaz P             | 35  | 28 | 10 | 5  | 13 | 29 | 45 | -16  |
| 11   | Sanat Naft                 | 34  | 28 | 8  | 10 | 10 | 30 | 30 | 0    |
| 12   | Bahman Karaj Football Club | 32  | 28 | 7  | 11 | 10 | 31 | 34 | -3   |
| 13   | Esteghlal Ahvaz            | 30  | 28 | 6  | 12 | 10 | 31 | 41 | -10  |
| 14   | Payam Mashhad FC           | 26  | 28 | 5  | 11 | 12 | 24 | 35 | -11  |
| 15   | Bargh Chiraz               | 19  | 28 | 3  | 10 | 15 | 19 | 39 | -20  |
| 16   | Persepolis FC T forfait    | 0   | 0  | 0  | 0  | 0  | 0  | 0  | 0    |

|  | Qualification pour la Coupe des clubs champions 1998-1999                           |
|  | Qualification pour la Coupe des Coupes 1998-1999                                    |
|  | Relégation directe en deuxième division                                             |
|  | T : Tenant du titre C : Vainqueur de la Coupe d'Iran P : Promu de deuxième division |

## Bilan de la saison
| Championnat d'Iran de football 1997-1998                        |                              |
| Champion                                                        | Esteghlal Teheran (4e titre) |
| Coupes et trophées                                              |                              |
| Vainqueur de la Coupe d'Iran 1997-1998                          | Paas Teheran                 |
| Qualifications continentales                                    |                              |
| Coupe des clubs champions 1998-1999                             | Esteghlal Teheran            |
| Coupe des Coupes 1998-1999                                      | Paas Teheran                 |
| Promotions et relégations                                       |                              |
| Promus en Championnat d'Iran de football                        | Aboomoslem Mechhad           |
| Promus en Championnat d'Iran de football                        | Chooka Talesh                |
| Promus en Championnat d'Iran de football                        | Malavan F.C.                 |
| Promus en Championnat d'Iran de football                        | Bank Melli Iran              |
| Relégués en Championnat d'Iran de football de deuxième division | Bahman Karaj Football Club   |
| Relégués en Championnat d'Iran de football de deuxième division | Payam Mashhad FC             |
| Relégués en Championnat d'Iran de football de deuxième division | Esteghlal Ahvaz              |
| Relégués en Championnat d'Iran de football de deuxième division | Bargh Chiraz                 |